# ذو العرف الذهبي
ذو العرف الذهبي، الاسم من اليونانية القديمة "khrusolophos" (الاسم العلمي: Chrysolophus)، جنس طيور من فصيلة التدرجية. أنواعه اثنان، الفزان الذهبي موطنه الأصلي غرب الصين، وتدرج السيدة أمهيرست موطنه في التبت وأقصى غرب الصين.